# Happy! (série télévisée)
Pour les articles homonymes, voir Happy.
Happy! est une série télévisée de Noël américaine en 18 épisodes de 42 minutes créée par Grant Morrison et Darick Robertson et diffusée du 6 décembre 2017 au 29 mai 2019 sur Syfy. Elle est basée sur le comic book du même nom Happy!, créé par Grant Morrison et Darick Robertson, également créateurs de la série.
En France, Suisse, Québec, Luxembourg et Belgique la série est disponible sur Netflix depuis le 26 avril 2018.

## Synopsis
Nick Sax est un ancien policier, désormais tueur à gage sans domicile fixe, drogué et cynique. Après avoir été blessé par balle et laissé pour mort, il est pris en charge par des ambulanciers qui lui prodiguent les premiers soins d'urgence. Lorsqu'il revient à lui, il est désormais capable de voir Happy, une minuscule licorne volante bleue particulièrement bavarde. Happy est l'ami imaginaire d'une petite fille nommée Hailey, kidnappée par un fou déguisé en Père Noël. Lorsqu'il découvre qu'Hailey est l'enfant qu'il a eu avec son ex-femme, Nick accepte d'aider Happy à partir à la recherche de la fillette et d'affronter les pires gangsters de la ville.

## Distribution

### Acteurs principaux
- Christopher Meloni (VF : Bernard Lanneau) : Nick Sax
- Patton Oswalt (VFB : Sébastien Hébrant) : Happy (voix)
- Ritchie Coster (VFB : Franck Dacquin) : Francisco Scaramucci, dit « Mr Blue »
- Bryce Lorenzo (VFB : Bérénice Loveniers) : Hailey Hansen
- Lili Mirojnick (VFB : Sophie Landresse) : Inspecteur Meredith « Merry » McCarthy
- Medina Senghore (VFB : Fanny Dreiss) : Amanda Hansen
- Patrick Fischler (VFB : Michel Hinderyckx) : Smoothie
- Christopher Fitzgerald (en) (VFB : Antoni Lo Presti) : Louis Sheinberg, dit « Sonny Shine »

### Acteurs récurrents
- Michael Maize (VFB : Pierre Lognay)

Le Dic (6 épisodes) 
- Antonia Rey (VFB : Rosalia Cuevas) : Assunta (7 épisodes)
- Jaimie Kelton (VFB : Marie Du Bled) : Bo Peep (5 épisodes)
- Debi Mazar (VFB : Nathalie Stas) : Isabella Scaramucci (6 épisodes)
- Anne Margret (VFB : Francine Laffineuse) : Bébé (2 épisodes)
- Jaimie Kelton : Bo Peep (voix, 5 épisodes)
- Carly Sullivan : Gala Scaramucci (5 épisodes)
- Gus Halper (VFB : Gauthier de Fauconval) : Mikey Scaramucci
- Joseph D. Reitman(VFB : Patrick Wallef) : Very Bad Santa (saison 1)
- Quentin Morales : Cal (saison 1)
- Ren Colley : Kenji (saison 1)
- Katie Beth Hall : Brooke (saison 1)
- Alexander Jameson : Noah (saison 1)
- Laura Poe : Jessica McCarthy (saison 1)
- Benjamin Snyder : Chris Wick (saison 1)
- Dwelvan Davi : Odipo (saison 2)
- Paul Wight : Big Pink (saison 2)
- Ashlie Atkinso (VFB : Cécile Florin) : Ace (Saison 2; Ép. 1, 4 & 8)
- Bob Turton (VFB : Olivier Prémel) : Scoot (S2E01 à S2E03)
- Daniel Sunjata (VFB : Bruno Mullenaerts) : Simon (Saison 2; Ép. 2, 4 & 8)
- Lee Sellars (VFB : Laurent Vernin) : Kap (3 épisodes)
- Antonia Rey (VFB : Edwige Bailly) : Biancha (7 épisodes)
- Curtis Armstrong (VFB : Alexandre Crépet) : Doug (3 épisodes)
- Jeffrey Emerson (VFB : Steve Driesen) : Doug (3 épisodes)
- Ratnesh Dubey (VFB : Xavier Percy) : Dr.Reddy(3 épisodes)

### Acteurs ponctuels
- Sam Wolf (VFB : Nicolas Matthys) : Florian Scaramucci (S1E01 & S1E04)
- Donnetta Lavinia Grays (VFB : Ludivine Deworst) : Hubble (S2E01 & S2E04)
- Lindsay Brill (VFB : Célia Torrens) : Carole (S2E01 & S2E04)
- Kathryn Grace (VFB : Cécile Florin) : Angel (S1E01)
- Edan Jacob Levy (VFB : Damien Gillard) : Fedora Hat (S2E01)
- Kyle Klaus (VFB : Clément Manuel) : Brad (S2E01)
- Meghan O'Neill (VFB : Claire Beugnies) : Miss Palm (S2E01)
- Lidiane Fernandes (VFB : Aurélie Castin) : Sœur Philoména (S2E01)
- Jordan Gelber (VFB : Simon Duprez) : Saul (S2E02)
- Laura Jordan (VFB : Audrey d'Hulstère) : Lena (S2E02)

- Version française
  - Société de doublage :
  - Direction artistique : Erwin Grünspan
  - Adaptation des dialogues : Jean-Christophe Léger et Géraldine Godiet

Source VF : carton de doublage sur Netflix

## Production

### Développement
À l'origine, c'est Bobby Moynihan qui prêtait sa voix à Happy dans le pilote, avant d'être remplacé par Patton Oswalt.
Le 29 janvier 2018, la série est renouvelée pour une deuxième saison.
Le 4 juin 2019, la série est annulée par la chaîne après deux saisons.

## Épisodes

### Première saison (2017-2018)
1. Pervers Noël (Saint Nick)
2. Sourire gagnant (What Smiles Are For)
3. Quand Noël était encore Noël (When Christmas Was Christmas)
4. L'Année du cheval (Year of the Horse)
5. Sauce blanche ? sauce piquante? (White Sauce? Hot Sauce?)
6. La Décharge de ton enfance (The Scrapyard of Childish Things)
7. Le Destructeur des mondes (Destroyer of Worlds)
8. Le futur, c'est moi ! (I Am the Future)

### Deuxième saison (2019)
1. Il faut sauver la fête de Pâques (The War on Easter)
2. Tallahassee (Tallahassee)
3. Certaines filles ont des tas de péchés à se faire pardonner (Some Girls Need a Lot of Repenting)
4. Blitzkrieg!!! (Blitzkrieg!!!)
5. 19 heures et 13 minutes (19 Hours and 13 Minutes)
6. Pervers-land (Pervapalozza)
7. Arlo et Marie (Arlo and Marie)
8. Sympathiser avec la mort (A Friend of Death)
9. Cinq Nuggets et un flingue (Five Chicken Fingers and a Gun)
10. Résurrection (Resurrection)